# Megaruma
Der Megaruma ist ein Fluss in Mosambik, im südlichen Teil der Provinz Cabo Delgado. 

## Verlauf
Der Fluss entspringt am Verwaltungsposten von Mapupulo im Distrikt  Montepuez, etwa 540 m über dem Meeresspiegel. Er fließt in Richtung Nordost-Ost. Der Megaruma mündet etwa 4 km nördlich der Grenze zwischen den Provinzen Nampula und Cabo Delgado in die Straße von Mosambik.

## Einzugsgebiet
Das Entwässerungsgebiet des Megaruma hat eine Ausdehnung von 5490 km² und gilt nach Messalo und Montepuez als drittgrößtes Becken in Cabo Delgado. Es grenzt im Süden an das des Lúrio und im Norden, neben einigen kleineren, an das des  Montepuez.